# Trong
Trong – gewog w dystrykcie Żemgang, w Bhutanie. Według danych z 2017 roku liczył 2968 mieszkańców.